# Borisodon kara
Borisodon kara — викопний вид травоїдних плацентарних ссавців родини Zhelestidae, що існував у пізній крейді (95-90 млн років тому).

## Скам'янілості
Описаний з решток фрагмента нижньої щелепи, що були знайдені поблизу озера Ащиколь в Кизилординській області на півдні Казахстану.

## Опис
Це була невелика комахоїдна тварина.